# 永松治夫
永松 治夫（ながまつ はるお、1957年4月1日 - ）は、日本の実業家。東洋エンジニアリング代表取締役社長、エンジニアリング協会理事長。

## 人物・経歴
東京都出身。1975年千葉県立千葉高等学校卒業。1979年横浜国立大学工学部卒業。1981年横浜国立大学大学院工学研究科エネルギー材料研究施設修士課程修了、東洋エンジニアリング入社。2013年執行役員インフラプロジェクト本部長。2016年常務執行役員インフラ事業本部長。2017年取締役常務執行役員インフラ事業本部長。2018年から代表取締役社長を務め、新日鉄住金エンジニアリングとの連携などにあたり、山口正明取締役会長らと共に経営再建を進めた。2019年エンジニアリング協会理事長。